# へろへろくん
『へろへろくん』は、講談社の『月刊コミックボンボン』に連載されていたかみやたかひろの少年向けギャグ漫画。『テレビマガジン』にて2014年8月号まで過去のエピソードの傑作選が連載されていた。

## 概要
1994年に『コミックボンボン』増刊号に掲載された後、『デラックスボンボン』で連載開始。その後、『コミックボンボン』での連載も開始した。同誌にて続編である「特上へろへろくん」の連載を経て、「へろへろくんめっちゃワールド」が連載されていた。元々は、同じ『月刊コミックボンボン』、『デラックスボンボン』に連載されていた同じかみやたかひろの漫画「OH!MYコンブ」でコンブが見ているアニメとして登場した劇中劇である。『コミックボンボン』2005年6月号で本誌連載10周年を迎え、2007年1月号に最終回を迎えた。
主に破天荒なへろへろ一家と、それに巻き込まれる人々を中心にした、2頭身の登場人物が繰り広げるギャグマンガ。少年誌らしい軽い下ネタやお色気、単純な駄洒落から不条理なネタまで様々な内容。短編・長編を取り混ぜ、ときにはキャラクターの頭身さえ変更されることもあり、例として、「屁狼伝（へろうでん）」や、ハードボイルドタッチの「へろへろな狼たち」などがある。さらには、落ちがなく良質のファンタジーとして話が展開することもある。
背表紙は2巻ずつ揃えると登場キャラクターの顔が完成する仕組みになっている。
11巻以降は「特上！へろへろくん」とタイトルが変更、ナンバリングも1巻からにリセットされた。
単行本18巻までの累計発行部数は150万部。
2000年にテレビアニメ化されている。詳細は#テレビアニメを参照。

### エピソード
- 同じ時期に同誌で連載していた漫画家がへろへろくんの漫画内で代わりに4コママンガを描いたという回が存在する。
- 上記の漫画家同士の交流では特に『ロックマンX』の作者である岩本佳浩との交流が深く、マンガ内にゲスト出演したり、台湾で開催されたサイン会にそろって参加していた。
- タカラ（現：タカラトミー）の社員や、アニメの主題歌を担当した水木一郎などのゲストがマンガを描いたことがある。

## 物語の舞台
面白い人が沢山住んでいるという架空の町「ウキウキ町」である。山に囲まれ自然豊かなのどかな風景が広がっており、その様子は町というより村である。
ウキウキ駅
田舎にある駅のような小さい駅舎ではあるが、改札は自動改札である。アニメではコインロッカーがあると設定されており、ホソホソ一家がそれぞれ一人ずつに住んでおり、利用客が知らずに開けて驚いてしまう。
ウキウキ商店街
ウキウキ町にある商店街で、ペットショップ、酒屋、ファーストフード店、金物屋、病院がある。
カエカエデパート（アニメではウキウキデパート）
商店街の中にあるデパート。
ランラン公園（「特上へろへろくん」ではウキウキ公園）
へろへろがバリバリら友人達とよく遊んでいる公園。
ウキウキ小学校
へろへろが通っている小学校。
ピチピチビーチ
夏になると海水浴場として大賑わいとなる海岸。
プカプカ池
ボロボロ（アニメ及びテレビマガジン版漫画ではタメタメ）の家の近くにある池。

## コーナー
本作には本編以外にも様々なコーナーが存在するが、この項では主にシリーズ化されていたコーナーや番外編漫画を紹介する。
にてるよーでにてない国語辞典
字面は似ているが、意味は全く違う2つの言葉を紹介するコーナー。いわゆる駄洒落。そのほとんどが読者の投稿である。同音異義語かぎなた読みが基本的である。例えば「防災頭巾」→「盆栽頭巾」。「勘定はツケにしておいて」→「浣腸はケツにしておいて」など単語でなくとも、また、意味が無くても語感が近ければ何でもOKである。
鼻毛なきみにFall in love
へろへろの鼻の中に住む鼻毛達の物語。主にソヨソヨとサワサワの恋物語である。鼻の中が舞台故に人物は鼻毛、物は鼻クソだが、話は成立している。
へろへろな狼たち
本編とは掛け離れた劇画タッチのハードボイルド漫画。闇に生きる狼であるへろへろ親子が金ずくで暗殺、潜入捜査、おとり捜査、張り込みと言った危険な仕事を請け負う様が描かれる。ただし、見た目とは裏腹にオールギャグであり、毎回へろへろ親子の奇行で依頼に失敗するパターンで終わる。また、第二回までは作者がキャラの劇画化で疲れた為、背景は適当だった。
屁狼伝（へろうでん）
格闘漫画。筋肉質のへろへろが主役。作中の格闘技は○○拳と呼ばれ、「石拳」「拳康ドリンク」「人材派拳」「絶対にこりゃ抜拳」のように、要するに「けん」という言葉が入っていれば何でもありのバトルギャグ漫画である。迫力のある画風ながら、前述の拳法の所為でシリアスさは皆無に等しい。
バ仮面ヘロイダー
特撮ヒーロー風の設定によるショートストーリー。へろへろが主役であり、画風も通常と変わらない。事件が起こるとへろへろがヘロイダーに変装して立ち向かうも、全く役に立たず終わる。
ヘロボットX
巨大人型ロボット「ヘロボットX」の戦いを描く。一見すると頭身の高いリアルロボット路線のようだがやはりギャグ漫画である。途中からバかみやがロボを描くのを面倒くさがった為にヘロボロボロットが主役となり、ヘロボットXは全くと言って良いほど登場しなくなった（まともに戦ったのは最初の魔神ゲロッピー戦だけである）。なお、へロボットXとヘロボロボロットが合体すると、「ヘロボットDX」となる。
スーパーへろへろ大戦
上記の番外編のセルフクロスオーバー作品。前後編の二話に渡って展開された。街を破壊するデルデル将軍からバカみやを守る為に（バカみやが死亡すれば漫画が終わるので仕方なく）へろへろ達はヘロボットXを出動させようとするが、バカみやが面倒くさがってロボを描かなかった為、無謀にもヘロボロボロットが立ち向かう事になる。すぐにやられてしまうがその時、屁狼伝、へろへろな狼たち、バ仮面ヘロイダーのへろへろ達が集結する。
ダンボット
ヘロボットXに飽きたバかんだの命令でヘロボットXの設定を一新した作品。本編と世界観を共有しており、へろへろも登場する。ヘロボロボロットを始めとするダンボールロボット・ダンボット達がウキウキ町を守る為にワルワル団という悪の組織と戦う。

恋のラブラブスクール
へろへろ達を高校生に据えた学園ドラマ。ボケ（笑いのネタ）とツッコミ（直接攻撃）で戦う「バトル漫才部」という部活を軸に、ある理由でバトル漫才部を退部したバリバリ、そのバリバリを想い続けるキラキラ、そして転校生のへろへろによる青春物語が展開される。シリアスな展開も交えるが基本はやはりギャグである。
TOPアイドル
へろへろやバリバリ達が女子高生という設定で、へろへろ（へろ子）がトップアイドルを目指すストーリー。へろ子は身体だけはスタイルのいい女子高生だが、顔はそのままのため、非常に不気味であり、オーディションやアイドルの仕事では恐怖を振りまき続ける（本人は全く気付いていない）。なお、読者である女子高生（当時）もへろ子が大好きだとファンレターをかみやの元に贈った。このファンレターが「へろへろとバリバリの大冒険」の企画に繋がる。
超熱血教師（スーパーハイテンションティーチャー）へろへろ
へろへろが小学校の教師となった熱血教師ドラマ風の漫画。へろへろは熱血教師らしい情熱で生徒（児童）達と向き合おうとするが、頭が弱いのでギャグにしかならない。一方で、読者投稿コーナーに寄せられた相談には真面目に答えている。
へろへろとバリバリの大冒険
バカみやが女子高生のファンレターに応えて執筆したという設定の大長編。へろへろとバリバリが魔人マホマホと共に魔法王国マジクールを目指して冒険の旅に出発し、その過程で友情を深めていく。他の番外編と違って本編の延長であり、画風も変わらない。ギャグシーンは少なく、マホマホのへろへろ達との友情と成長を描くシリアスストーリーとなっている。
スポーツマンへろへろ
超人的肉体を持つへろへろが父と共にスポーツ界に殴りこむスポ根漫画。屁狼伝と違い、へろへろは暑苦しいほどの熱血漢として描かれる。しかし、やはりへろへろなのでまともなスポーツをする事無くギャグで一貫している。

## キャラクター
「声」はアニメ版における担当声優。

### へろへろ一家
へろへろ
声 - 川合千春
本作の主人公。ウキウキ小学校に通っている。誕生日は4月1日。血液型はAB型。趣味はぼ〜っとすることである。
好物はあんぱん。チャームポイントは目で、嫌いな所は鼻である。常に萩本欽一の欽ちゃん走りのような「へら〜ん へろ〜ん走り」という独特な走り方をする。祖母のへろへろババがやっている描写はないが、一家揃って「へら〜ん へろ〜ん走り」をする。後にへろへろ独自で逆立ちして髪の毛を揺らしながら進む「カミノケアルキーン」（ジョジョ命名）という独特な歩き方を編み出す。
とぼけた性格であり、他人の言葉を聞き違えたり、おかしな解釈をしてトラブルを引き起こし、周囲の人々をへろへろな状態にして「う〜ん、とってもへろへろ〜」と言わせている。また、常識では考えられない不条理な行動も起こす。勉強に関しても、おかしな解釈のために全教科のテストで0点を取っている。0点を取ったという自覚はあるらしい。一方で、寝ぼけたときなどは頭の回転が速くなったり、予測のつかない行動で常に友達や周囲の人間を翻弄する。エイプリルフールでは、本人は嘘をついたつもりで、いつもの彼からは考えられないくらい真面目で（勉強でおかしな解釈をせず、きちんと問題に正解していた）、ニコニコ先生やクラスメイトを驚かせていた。
社交的だが、年上にもタメ口で話すなど目上の人への正しい言葉使いは出来ていない（アニメ版では敬語で話す事もある）。便意を催した時はトイレに行く際に、排便をしていた犬を「人が苦しんでんのに気持ち良さそうに垂れてんじゃねぇよ」と犬を殴り付けたり等、凶暴な面を持つ。その反面とても純真で友達思い。しょっちゅうトラブルを引き起こしてはいるものの本人に悪意はないこと（とぼけた性格に由来する）から、へろへろを嫌う人間はほとんどいない。そのため友達が多く、交友関係はバリバリ、キラキラ、ゲロゲロをはじめとしたクラスメートほぼ全員。また、似たところのあるヘロボロボロットとは意気投合している。家庭内ではパパと仲良しで、食べ物や商品が出るとやる気になる所などがそっくりな似た者同士で、休みの日には一緒に出掛けることが多い。
ズルをする事もあり、商店街の福引きにチャレンジし、ガラポンを回したら赤い玉が出た為、受付の女性に見られる前に勢い良く鼻で赤色の玉(以後金色以外の玉全て)を吸い上げ、鼻の中に吸い込む行為を金色の玉が出るまで続けると言うズルをした。最終的には金色の玉を出したが、鼻の中や口の中や頭全体に隠していた。金色以外玉を詰めすぎて辛くなった為、隠した金色の玉以外の玉を全て出してしまい、ズルがバレて受付の女性に「ズルしたから失格」と言われて何も貰えなかった。
正直すぎるのか、空気を読まない発言も多い。
ジジと一家で浜辺に初日の出を見に行った時、父親の背中に負われて寝てた子供を見て（ジシが「初日の出を見ると その年は一年中 幸せになるんじゃよ」と言った為）「じゃあこの子はねててみれないから一年中不幸だね」と言って、その子の父親に「なんじゃとこのガキ！」と頭を拳固で殴られた。
社会の先生の「へろへろくん日本の国産物はなにかな～？」の問いに、暫く考えて「国産ブス」と先生の鼻に指を突っ込みながら答えて怒った先生に廊下に立たされる。
バリバリと廊下を走っていたら校長先生に「こりゃ廊下を走るな」と注意されたが、注意した瞬間に校長先生の入れ歯が外れて恥ずかしそうにしていたのを見て「老化を恥じるな」とおかしな慰めをしてしまう。
旅客機に乗った時、パパと共に「おちたら死ぬね」と言う。等
バ仮面ヘロイダーに変装して日夜悪と戦っているが、ただ変装しているだけなので全く強くなっておらず、怪物に襲われた女の子を助けようとしてもそのまま連れ去られてしまったりと全く役に立たない。
『へろへろな狼たち』のへろへろ
裏社会に生きる、金のためならばどんな危険な仕事も請け負う男。普段とは比べ物にならない高い頭身とリアルな顔、そしてハードボイルドな性格だが、頭の弱さは相変わらずで仕事を成功させたためしは無い。「俺達は闇に生きる狼。金の為ならばどんな危険な仕事も引き受ける」の台詞から始まるが、途中から最後は「俺達は闇に生きる狼。だから頭の中も真っ暗」で終わるようになった。拾った千円札をネコババした事がある。
『屁狼伝』のへろへろ
屁狼老師に学んだ絶対魔拳法の継承者。鍛えられた筋肉質の肉体を持つが、やはり頭は弱い。語尾に「ん」を付けることが多い。その肉体とは裏腹に顔のタッチは元のままである。
『ヘロボットX』のへろへろ
父親の作り上げたスーパーロボット・ヘロボットXのパイロット。正義感の強い熱血漢。初期の一部を除いて特に頭が弱いことを示す描写はなく、むしろ常識人。ヘロボロボロットを蹴るなど、乱暴なところがある。特にヘロボロボロットが同コーナーの主役になると出番が少なくなった事を逆恨みしてか性格が悪くなっていった。
『TOPアイドル』のへろへろ
トップアイドルを夢見る女子高生である「屁呂へろ子」として登場。頭身が挙がり、スタイルは非常に良いが、顔はへろへろのままな上に髪が長くなって唇も厚くなったので、ただ不気味な存在になっている。頭の弱さを示す描写はあまり無いが、自惚れ屋かつ自信過剰な性格であり、容姿や才能では遠く及ばないキラリを一方的にライバル視している。
ソヨソヨ、サワサワ
へろへろの鼻毛である。ソヨソヨは男の鼻毛で、サワサワは女の鼻毛である。漫画では相思相愛の仲であり、結婚もする（鼻毛なので結根）。

へろへろパパ
声 - 松本保典
へろへろの父親でへろへろジジ、ババの息子。へろへろとは仲良しで、休日には2人で出掛けることが多い。また息子と同様に「へらーん へろーん走り」をしたり、同じような間違いを犯す。しかしながら、へろへろの間違いを指摘する場面も受けられるのでへろへろより多少は常識があるようであるが、時に変な指摘をする事もしばしば。（一例）へろへろと乗った旅客機の機長に対して「（本物の旅客機なのに）おもちゃは仲良く遊ばなきゃいけないんだぞ」と指摘する。
趣味は、のびた髭をチリ毛にすること（原作1巻）、流しに栓をして水を溜めた栓を抜いて一気に流すこと（水が流れ終わったときの「きゅ〜」という音が聞きたいから。アニメ版）。また、へろへろとテレビで朝7時の時報の時計をドキドキしながら見るのも好きで、ドキドキする理由は、7時になった途端に針が戻ってしまうと思うかららしいが、ママに正しく否定されているも懲りていない様子。
へろへろに珍行動を起こした際に「全く、へろへろはあわてんぼうだなぁ」などと言っているが、結局のところ2人は似た者同士。
『へろへろな狼たち』のへろへろパパ
息子と同様に裏社会で生きる男。頭は弱い。へろへろからは「ファザー」と呼ばれる。
『ヘロボットX』のへろへろパパ
スーパーロボット・ヘロボットXや、ヘロボロボロット、スコッティーナなどのロボットを開発した科学者。しかし、なぜダンボール製のヘロボロボロットが動くのかは、本人も解っていない。前述のロボット開発や、ガラクタを組み合わせて新しい道具を発明するなど科学者としては優秀であると言えるが、へロボットXの兵装に「剣」ならぬ「券」を使うなど本家と同様の勘違いをしたり、道具の効力を打ち消す方法がわからないなど詰めの甘い傾向がある。

へろへろママ
声 - 堀越真己
へろへろの母親。一児の母とは思えないほどスタイルがよく、家ではいつもボディコンを着ている上、夏期の海水浴もビキニスタイルである。怒ると少し恐い。息子や夫同様「へろ〜ん へら〜ん走り」をする。運転免許を所持している。車で外出する時はママが運転しており、パパは運転免許を持っていないと思われる。
一家では姑のへろへろババに次ぐ常識人で、夫や息子の不始末を叱ることもある。しかし、へろへろがテストの点数を30000点に捏造した際に全く疑問に思わず「額に入れて飾っておきましょう」と言ったり、運動会に弁当を忘れて周囲の人に分けてもらったなど、抜けたところや天然なところも見受けられる。
仕事は、ヤスヤススーパーでレジ係のパートで、遅刻していないことが自慢である。へろへろくんとへろへろジジのせいで一度クビになったこともある。
両親は未登場で、兄弟あるいは姉妹がいるかは不明。
化粧中にパフで顔を叩く時は、勢い良く叩くので粉が火事で煙が揚がっている状態になるため、へろへろとパパは防塵マスクを装着する。また、外からも立ち昇っているのが分かるため、その様子を見た他人からは火事が起きたかと思われてしまう。
フライパンから目玉焼きをへろへろとパパに口に上手く投げ入れる事が出来る。なお、へろへろ家の朝食は時間がない時は目玉焼きのみで、食パンもごはんも出ない。しかし、ジジとババが来てからはちゃんと作っている。
へろへろジジ
声 - 佐藤正治
へろへろの祖父で、へろへろパパの父親。息子や孫と同様に珍行動を起こす、へろへろ家一のトラブルメーカー。ジジが係るとへろへろやパパの聞き間違い等でややこくした事が更にややこしくなってしまう。
へろへろやパパと同様の間違いをし、2人以上にとぼけている。ジジのおかしな解釈に2人が納得している事からも、どれだけ2人以上にとぼけているかがうかがえる。
若い女性が好きで、宝くじが当たった際に引っ越す予定にあった南の島のビーチでは若い女性が沢山見られるため、想像して「ピチピチねーちゃんみほーだい」と興奮するなどの面もある。
特技は、鼻水で時計が作れることである。また、あるときから鼻血を出して秒針としている。
以前は田舎暮らしをしていたが、今は妻と共に息子の家に同居している。へろへろ家の二階に住むことになるが、実際へろへろ家は一階建てなので増築する二階のデザインを読者から募集していたが、それらはいずれもジジを散々な目に遭わせるだけに終わる。田舎で住んでいた家は鶏、牛、ウサギにあげた。
へろへろはジジにとって初孫。
『へろへろな狼たち』のへろへろジジ
暗黒街のボスの「ジジー」として一度登場。へろへろ親子の抹殺対象となるが、へろへろ親子が「暗殺」を完全に勘違いしていたので結局依頼は達成されず。
『屁狼伝』のへろへろジジ（屁狼老師）
へろへろを見出し、絶対魔拳法を伝授した。へろへろ同様に頭は弱いが、「拳の心」を伝えるためなぞの主催者として拳法大会を開いた。偉大な老師には違い無いが、大会の最後にて参加者達に拳の心を伝えた途端に崖から足を踏み外したり、恐恐一家に拉致された際は戦いの後も放置されたりと散々な目に遭っている。
『ヘロボットX』のへろへろジジ（ボケジィ）
ウキウキ星征服をもくろみ、様々な手先を繰り出す悪役として登場。自身が出動することは無く、出番も少ない。

へろへろババ
声 - 水原リン
へろへろの祖母で、へろへろパパの母親。いつも夫の起こす珍行動に呆れている。
いつもお茶を飲んでいる物静かな人間であり、家族の中で最も達観している。へろへろ一家一の常識人。
パブパブ
声 - 水田わさび
「パブパブ」という鳴き声で鳴く、ゾウとブタをかけあわせたかのような動物（実際に、初期の頃ゾウとブタのハーフと紹介されていた）。へろへろ家のペットだが、よく忘れられる。そのため、特上からだんだん出番が減っていき、めっちゃワールドでは、ほとんど登場しなくなった。木の板などを上手く使い、上に乗って家のインターホンを押して餌を要求したりする。原作、アニメ共に一話から登場している。パパがへろへろにパプパブの散歩を頼むもパプパプに首輪付けないで首輪だけを引きずって散歩をしており、パパに「パブパブを忘れてるぞー」と指摘されるも今度はパパに首輪をして引きずって散歩しようとしており、最初から忘れられている。
へろへろ家の親戚達
親戚の結婚式の写真で見ることができる。顔がへろへろとそっくりで、写真を見たバリバリやキラキラが驚いていた（アニメにおいて）。

### ウキウキ町の住人
バリバリ
声 - 亀井芳子
5月5日生まれ。へろへろとは自他ともに認める1番の大親友。常にサングラスをかけている。へろへろと遊ぶことが多いが、へろへろの珍行動の主なツッコミ役（あまりの馬鹿さ加減に呆れ果てることも多い）でもあり、普段から暴力的に突っ込んでいる。
「男は全開バリバリだぜ！」が口癖。ヤンキーな風貌としゃべり方をしているウキウキ小学校一番のヤンキーという男の子。趣味は自転車で朝焼けの中をかっ飛ばすことである。作品の登場人物の中では、比較的良識派。『へろへろとバリバリの大冒険』ではその面が強く現れ、友情に厚い熱血漢として描かれた。しかし勉強嫌いのためテストの点はへろへろ並かそれより少しいい程度。ただへろへろと違って体育の成績だけは優れている。
家はお金持ちで2階建てである。『特上へろへろくん』以降は、へろへろの家と隣同士である。一度、へろへろとパパがへろへろジジのために二階を作っていた際に、バリバリの家の二階を見たへろへろジジが勝手にバリバリの家の二階に板を渡して渡り廊下にし、バリバリの家の二階を自分の二階にしようとしてバリバリジジになろうとしたため、突っ込みを入れたことがある。
小型の台風二号がウキウキ町に上陸した時は、台風がキラキラのスカートをめくってパンツを見たへろへろに見ただろうと言った時にパンツの柄を言ってしまい、「見たわね」と怒ったキラキラに追い掛けられて仕打ちを受けた事がある。
父親はリーゼントの髪型で恰幅がよく、ヤクザの組長でもやっていそうな厳しい顔つき。息子へのお仕置きとしてジャイアントスイングをかますこともある。
『へろへろな狼たち』のバリバリ
いつもへろへろ親子に暗殺やおとり捜査などの仕事を依頼するが、成功した例が無い。一度だけ、麻薬取引の現場となっているディスコの受付をやっていた。
『恋のラブラブスクール』のバリバリ
ある事件からバトル漫才部を退部し、不良となった。一時は生意気な転校生であるへろへろを叩きのめそうとするが失敗。後に部室の壁にキラキラと書いた相合傘を見て情熱を取り戻し、部に復帰した。
『TOPアイドル』のバリバリ
へろ子の友人の女子高生である「バリ子」として登場。バリバリと同様にサングラスをかけており、見た目は今時の高校生と言った様子だが、へろ子の存在のせいか本編同様ツッコミ役の常識人となっている。

キラキラ
声 - 田村ゆかり
9月9日生まれ。へろへろとは小さい頃からの友達。ピンクの髪が特徴的で黄色いカチューシャを付けている。ロマンチックな女の子。クラスメートの男の子には へろへろを始めとして一癖ある変わり者が多いが、それを「個性的で良い」と見ることができる寛大で優しい心の持ち主。
小物（アクセサリーなど）を集めることが趣味で、おとぎ話の王子様のような男性に憧れているでロマンチックで可愛らしい面があり、誰がハンカチを落としたのに遭遇し、落とした人は格好いい人ではないかと、想像して「夢が叶う」と期待して拾って返すと、振り返った男は酷く不細工でコテコテの関西弁を話す理想とは程遠い人だった為、凍り付き立ち尽くした事がある。一方で怒ると怖い。スカートを破った獰猛な犬に怒り、その犬が逆に驚いて逃げたエピソード持つ。小型の台風がスカートをめくりパンツが見えたのを見たとへろへろに指摘した際に柄（苺のワンポイントというもの）を言ってしまったバリバリも怒って追い掛けて「見たわね」と仕打ちをした事もある。美術館に見学行った際にビーナスの像に見惚れて、「ビーナス、それって女神の事よね、女神、それって私みたい」と呟いた際に周りがシーンとなり、それに怒って皆を追いかけ回し、更に般若のお面を見たへろへろが、「これってキラキラちゃんみたい」と言った為（この際バリバリがへろへろに「これ以上刺激するな」と言った）、文字通り鬼の形相と化して皆を追いかけ回したりた事があった。
髪形を変えた時は何度アピールしてもへろへろには気付かれなかった。
父親は、詩人で詩集も出しているイケメンである。へろへろの事を「はじけるポップコーン頭のへろへろくん」と呼んでいる。へろへろは初対面時におかしな解釈で彼のことを「死人で死臭を出している」と思い込んで以来恐怖の対象となっており、道ばたで会った時も目を逸らしている（キラキラは毎回訂正しているが効果はない）。また、へろへろが宝くじが当たった時の練習をしている両親の「宝くじが当たった」という発言を真に受けて引っ越すことになったと勘違いした時にクラスメートにより催されたへろへろくんを送る会で歌われた「へろへろくんを送る歌」の作詞作曲を担当。また、当初は他のキャラクター同様二頭身だったが、彼女だけ連載が進むにつれて唯一背が伸びて行った。
『恋のラブラブスクール』のキラキラ
バトル漫才部にたった一人だけ所属する女子高生。退部して荒れるバリバリを案じながら空虚な日々を過ごしていたが、へろへろが転校してきた事で物語は動き出す。このコーナーの実質的な主人公。
『TOPアイドル』のキラキラ
へろ子と同じくアイドルを目指し、オーディションに応募した少女である「綺羅キラリ」として登場。へろ子とは違い、容姿も才能も恵まれており、審査結果では審査員全員が「合格」の札を上げ、全てのプロダクションからスカウトされる形で合格した。しかし一時は不気味さを撒き散らすへろ子に恐怖し、逃げ出してしまう。

ゲロゲロ
声 - 井上彩名
6月6日生まれ。へろへろの友達で、名前の通りよく吐いてしまうため、コンビニの袋を常時携帯しマスクのようにして、吐いたら替え用に持っている袋と取り替えている。なお、趣味はコンビニ袋集め。大腸が口に繋がっていると本人が想像したことがある。頭は坊主である。
激しい運動をすると吐いてしまうため一家揃ってあまり動かなくても済むこと（行列に並ぶなど）を好む。その分細かいものを作るのは大の得意で、虫めがねを使わなければ見えないような緻密な絵を描いたり、精巧な米つぶ彫刻（侍を作ったときなど、実際に刀が抜けるほどである）を作ることができる。
弟のケロケロもコンビニ袋をマスクのようにしているが、顔が小さく目に掛かるため、目の部分に穴を開けている。父親はリーゼントの髪型で、息子とは違い紙袋をマスクのようにしている。
めっちゃワールドの中盤からは、へろへろをキスで目を覚ませようとしたりする等、ホモっぽい部分が出てきた。
へろへろに「給食を飲み込むから吐く」と言われて、食べない方向で考えたが食べないでいるとゲッソリするという事で、次に噛み続けていれば良いとアドバイスされてやってみた所、噛み続けていて睡眠不足でゲッソリしてしまった。
『へろへろな狼達』のゲロゲロ
毎度のように暗殺者や犯罪者として登場。大抵へろへろ親子の抹殺の対象となるが、いつも逃げられる。
『ヘロボットX』のゲロゲロ
ボケジイの手先で、魔神ゲロッピーを操りヘロボットXと戦った。限りなく繰り出されるゲロは凶器。そっくりな兄が2人いる。ゲロゲロ亡き後は、新たにボケジイが作った魔神ケロッピッピーを操って2人の兄が弟の敵討ちに来るもヘロボロボロットに倒される。
『TOPアイドル』のゲロゲロ
へろ子の友人の女子高生である「ゲロ美」として登場。ゲロゲロと同様にコンビニの袋をマスクにしており、口数が少なく恐怖を振りまき続けるへろ子に吐いてしまうなど、性格や役回りは本編と変わらない。

へろへろ虫
声 - 天神有海
顔がへろへろそっくりのシャクトリムシに似た虫。
いつも「うんしょ、うんしょ」と言いながら進んでいる。アニメでは場面が変わる時に登場する。ゲーム版では操作説明キャラとしても登場する。
アレアレ
声 - 天神有海
へろへろの友達で、顔の「？」がトレードマークである。物忘れが激しく、やること成すこと全てを疑問視する。家族全員同じく忘れん坊。
アニメでは物忘れせずへろへろ達と行動する箇所が多々ある。
ウタウタ
声 - 天神有海
いつも歌っている女の子、会話も歌でする。
フケフケ
声 - 水原リン
へろへろの友達で、小学生なのに老け顔で食の好みや趣味が、オヤジ臭いいわゆる老成している子である。語尾に「げへ」と付ける。
趣味は 囲碁と将棋と盆栽と競馬の予想である。ゲームセンターには行くこともあるが、囲碁ゲームしかやらない。食器として使う陶器も渋い色合いの物を好む。
親父は語尾に「ぐへ」と付ける。さらに頭が禿げている。
ぴゅーぴゅー
声 - 水原リン
へろへろの友達で、顔中に絆創膏を貼っている。よくケガをして血を出している。頭は坊主。
「まっ、へーきだって」が口癖。二階から落ちても、車にはねられても、流血しながら「まっ、へーきだって」で済ませてしまう頑丈な身体の持ち主。
保健委員である。
ボロボロ（アニメ版及びテレビマガジン版漫画ではタメタメ）
声 - 平松晶子
へろへろくんの友達で、貧乏なために冬場以外は年中新聞紙の服を着ている（夏場は、通気をよくするために新聞紙にたくさんの穴を開ける）。また、リサイクルできる物は、野菜や果物、タケノコの皮までも再利用している。タケノコの皮はカバンを作るのに利用し、ほかの野菜や果物の皮は冬期の防寒着として再利用している。これに対してへろへろからは「タメタメくん、格好いい」、キラキラからは「皮のトータルファッションで決めたのね」と評価される。俗に言う「あばら屋」と言われる粗末な作りの家に住む。貧乏だが決して悲観せず逞しく生きている。
顔に貼っている絆創膏は2年前に貼った物らしいが、もったいないので貼ったままにしている。飲み水は雨水でまかなっている。コップに雨水を入れやすいように、家の冷蔵庫のドアはすぐ家の外に通じている。一度だけ1等の宝くじを拾って大金持ちになったことがあり、一時的に性格が変わった。
父親は新聞広告の服を着ている。アニメでは、新聞をスーツに見立てた服を着ている。
1巻から登場しているキャラだが、元々は読者投稿キャラだったものを作者がアレンジしたキャラ。ゲーム版では、唯一の回復技持ち。原作では中には何も履いていないように見えるが、アニメは中に短パンを履いている。
ニコニコ先生
声 - 平松晶子
へろへろの担任の女性教師。常識人だが、一度10000点満点のテストを作ったことがある。いつもニコニコ顔で、怒る時も一部を除きニコニコ顔だが、疑問に思ったりする際に目を開くこともあるため、そういう顔という訳ではない。アニメではオレンジ色のスーツ姿。結構巨乳である。
ムカムカ
声 - 森訓久
へろへろの友達で、常に怒った顔をしている。いつも何かにムカついている。「バカヤロ」が口癖。だんだん突っ込み役に回ることが多くなっていった。父親は「コノヤロー」が口癖の模様。
特上のミニコーナーでは「ムカムカのむかしばなし」というコーナーを持っていたがやはり突っ込み役だった。
ユラユラ
声 - そのざきみえ
へろへろの友達で、体重が極めて軽くいつも空に浮いている子。足につけた重しがないと、空高く飛んでいってしまう。父親がいるが、登場していない。地上に降りたときの重しは彼が運んでいるらしい。
クレクレ
声 - 水田わさび
へろへろの友達で、なんでも欲しがる子。フケだろうがシャーペンの折れ芯だろうがとにかく欲しがる。テストの点数まで欲しがった事がある。くれることを拒否されると「あ、やっぱ」と言う（マンガでは泣きながら言う時がある）。
チョロチョロ
声 - 水田わさび
へろへろの友達で、チョロチョロと動き回る子。風邪を引いて休んだときもチョロチョロ動き回っていたが、ただ寝相が悪いだけであった。
メロメロ
声 - ダーブロウ有紗
アニメオリジナルのキャラ、恋する乙女チックな女の子。へろへろに惚れたが、ホレホレに助けてもらったことをきっかけにホレホレと両想いになった。
ホレホレ
声 - 河原木志穂
アニメオリジナルのキャラ、誰でも何でも好きになる。キラキラに惚れたが、メロメロを助けたことをきっかけにメロメロと両想いになる。
ピカピカ
声 - 河原木志穂
アニメオリジナルのキャラ、綺麗好きな性格で掃除が大好きな女の子、でも短期怒りっぽく、ちゃんと掃除をしない者に対しては激しく怒る。
モリモリ
声 - 金丸淳一
アニメオリジナルのキャラ、食べ物のことに詳しく、食べるのも好きな男の子、かなり痩せ細ったような外見をしている。
もしもし
声 - ふじたれいこ
へろへろの友達で、いつも父親と携帯電話で電話している。父親は新しいものに馴染めないという理由で公衆電話を使用している（しかも胴体までかぶせられるようなもの）。この2人は至近距離で電話しているので、バリバリに「直接言った方が早い」と突っ込まれている。
バブバブ
声 - 並木のり子
アニメオリジナルキャラ、赤ちゃんみたいな小学生の女の子、服装や泣き虫な所が赤ちゃんっぽい、オギャオギャという妹がおり、まだ赤ちゃんである、バブバブが赤ちゃんみたいである為バリバリから「姉妹揃って赤ちゃんじゃん」と突っ込まれた。
ドロドロ
声 - 並木のり子
へろへろの友達で、幽霊の女の子。アニメと原作では見た目が違う。アニメでは父親も登場している（声のみ）。アニメではラストにミコミコに彼女が幽霊だと知られたため気づいたが、原作ではへろへろが先に出会い、彼女のことを「面白い人」で済ませたため、彼女が幽霊であることに気がついていない。原作では学校にいたが、アニメでは竹やぶの中の屋敷に住んでいる。
ミコミコ
声 - 天神有海
アニメオリジナルのキャラ。へろへろの友達で、名前のとおり巫女装束を着ており神社で手伝いをしている。ドロドロと共に登場。ドロドロの幼友達。
パタパタ
声 - 天神有海
アニメオリジナルのキャラ。へろへろの友達で、見た目は天使だが性格はいたずら好きな悪魔そのもの。キラキラを消せば、ヒロインになれると思っている。しゃべり方は人前では基本的にぶりっ子だが、心の中では凄いことを考えている。へろへろ達を落とし穴に落とそうとしたが、誤って逃走中の泥棒を落としてしまい警察に表彰された。ゲームにも登場する数少ないキャラ。ゲームでは引っ越して来たばかりの主人公にいたずらをしようとしたり、デビデビの夢でデビデビがへろへろ達から夢見のまくらを奪うきっかけを作ったり、奪えなかった際にはデビデビの邪魔をする等をしている。
アニメ版では「うしし」等としか言わないが、ゲーム版では普通に話す。
サラサラ
声 - 松本保典
へろへろの友達でサラリーマンを目指している子。しゃべり方は丁寧なのだが、学校のことを会社と言ったり、ニコニコ先生のことを「ニコニコ課長」と言ったりするので、周りはサラサラの言っていることを理解しづらい。特上シリーズには背景として2回登場しており、のちに脇役として登場するようになる。趣味は残業。頭が悪く、テストの点も低い上簡単な算数の問題も解けない。
転校初日、登校中のバリバリに学校の行き方を聞いた時に話し方と雰囲気からバリバリに敬語で話された上、転任して来た先生と思われてしまう。
テストの点数を前借りしようとした事がある。
吊革を持っていて電車通勤の時の練習をしている。たまに分厚い布団を体に巻き付けて満員電車に乗っている時の練習もしている。
ナビナビ
声 - 不明
アニメオリジナルのキャラ。頭にヘッドホンとマイクを付け、手にGPSらしきもの（名称は伏せられ、人工衛星で人を探す機械ということになっている）を持った女の子。かくれんぼに参加した。
ペタペタ
声 - 不明
アニメオリジナルのキャラ。誰かと一緒に居ないと不安な女の子。ナビナビと共に行動する。
ドキドキ
声 - 不明
アニメオリジナルのキャラ。ドキドキするが好きな男の子。一家揃ってドキドキするが好き。
ハナハナ
声 - 河原木志穂
アニメオリジナルのキャラ。優しい性格の女の子。家が花屋で家の手伝いをしている。
メラメラ
声 - 水田わさび
アニメオリジナルのキャラ。運動好きな女の子。熱い性格のため、本人は気づいていないようだが、勢いあまってバレーボールの際に体育館を壊したりするなど、結構迷惑な所がある。原作にも同名キャラがいるが（下記参照）まったくの別人で、性別の時点で異なる。
パチパチ
声 - 池田ひかる
アニメオリジナルのキャラ。ウキウキ小学校に転校して来た女の子。着物を着ており、拍手が趣味でへろへろの行動に拍手をした。
もじもじ
声 - 町井美紀
恥ずかしがり屋の女の子。
キルキル
声 - 町井美紀
アニメオリジナルキャラ。着ぐるみを着るのが好きな女の子で、普段は猫の着ぐるみを着ている。
モチモチ
声 - 町井美紀
もち肌の女の子で、体が餅で出来ているように見えるが、実際にはどうなのかは不明である。
タビタビ
声 - 津村まこと
旅が大好きな女の子。へろへろ達と旅ごっこ（近くへ行って色んな場所を想像する事）をした。
うるうる
声 - 津村まこと
アニメオリジナルのキャラ。へろへろの友達でかなりの泣き虫。笑うときも泣いてしまう。ペロペロキャンディーがないと泣く。3人兄弟（兄と姉がいる。いずれもペロペロキャンデーが無いと泣く）。ゲーム版にもわずかに登場。
みるみる
声 - 後藤邑子
何でも見る事が出来る女の子。目に星模様がある。
ゴーゴー
声 - 水田わさび
へろへろの友達でバカの達人（アニメではへろへろの達人）の司会をした。
バキバキ
声 - 河原木志穂
へろへろの友達で凄く強い。木を素手で倒すほど。アニメオリジナルキャラクターだが後に原作にも登場している。アニメオリジナルキャラが原作に登場したのは彼女だけである。ゲームにも登場する数少ないキャラ。ただの格闘マニアであるメラメラに「同じ格闘家」呼ばわりされている。アニメと原作では髪の毛の色が異なり、原作では赤茶色、アニメではうすい茶色である。ゲーム版では道を塞ぐ岩を砕いて活躍した。
こわこわ
声 - 永野善一
へろへろの友達で、顔は非常に怖いが、心は優しい子である。あまりの怖さに、へろへろに顔がプリントされた垂れ幕を恐怖で冷や汗が出て涼しくなる事を利用して冷房代わりに使われたこともあるほどである。
なお、モデルは原作者の担当編集者の神田雅司。神田本人は後述する「バかんだ」として既に登場しており、こわこわ初登場時には両者の顔の違いが解説された（鉢巻の有無だけ）。
両親に加え、兄と赤ん坊の弟、祖父とともに暮らしているが、全員同じ顔をしている。父親だけは登場しなかった（バカんだに肖ってか編集者をしているとの事）。祖父のこわこわジジとへろへろジジは孫可愛さのあまり対立し、互いをライバル視している。
『屁狼伝』のこわこわ
恐恐一族の跡継ぎ。一族による支配をもくろむ母に従い、一時は祖父とともにへろへろを追い詰めたがへろへろの奥義・エステ無料体拳で祖父共々美男子と化して改心した。ワンシーンだけ実写になり、バかんだ（神田）本人が演じている。しかしすぐにキレてバカみやにチョークスリーパーをかましてしまった（ここも実写）。
ジナジナ
声 - 河原木志穂
アニメオリジナルキャラ。マジックが得意な女の子。ヘロヘロと銅像の下敷きになったが、鳩を出して助けを呼んだ。元々は天才てれびくんで投稿されたキャラ。
ヅラヅラ
声 - 渡部まゆみ
丸坊主なのでいつもかつらをかぶっている。父親は寺のお坊さん。別名「千のかつらをもつ男」。
へろ科な医者
声 - 宮澤正
へろへろが風邪をひいたときに行った病院で診断の結果行かされた「バ科（「やるだけやってみる科」「あきらめる科」などと同じダジャレを使ったネーミングだったのだが、アニメでは「へろ科」に変更されたため、全く意味の無いギミックになっている）」にいる医者で、かなり変わっている。
へろへろを診察した結果、逸材的な発言をした。
オカマ口調で喋る。
アニメでは不景気なためアルバイトをしている。
デルデル社長
声 - 横尾博之
デルデルちゃんの店を営んでいる会社経営者。いつか人気TV番組「日本の社長」への出演を夢に日夜新商品開発に勤しんでいるが、その発明品は役に立たないか使い物にならないものばかりで、毎回店を潰してはシャッターに手を掛け「なぜ売れん…」とつぶやく。
彼もへろ科医者と同様にへろへろを逸材的に思っていて「あの子は天才だ」と語っている。
- 発明例
  - 「天然水」からヒントを得た「天然汗水」
  - マスクを付けながらでも食事ができる「穴あきマスク」
  - 鼻水が垂れない「ハナマスク」
  - 風呂で排泄できる「せんべんき」
  - 時間になっても音が鳴らない「安眠目覚まし時計」
  - 透明なかつら「シースルーかつら」
  - 底が無いから磨り減らない「底無し靴」
  - 脚の長過ぎる女の子のための「下げ底靴」（ちょっとした注意点・一歩も動けない）

『スーパーへろへろ大戦』のデルデル（デルデル将軍）
ボケジイの部下。巨大ロボットを操りウキウキ星侵略を狙う。ロボ自体は強大な破壊力を持っていたが、集結したへろへろ達の策に嵌ってあっけなく自滅。その後、おぞましい真の姿へ変身しようとするが、一ヶ月も引っ張った挙句に失敗して元に戻ってしまう。苦し紛れにてるてる坊主の姿をした怪人テルテルマンに変身したが見た目とは裏腹に攻撃力は高く、地中を進むミサイル攻撃で一時はへろへろ達を追い詰めた。しかし性質上、接近され過ぎると攻撃出来ないという弱点を突かれ、合体したへろへろ達の奥義によって倒された。

ガチャガチャ
声 - 田村ゆかり
へろへろの友達で、何事もガチャガチャで決めている。例えば、彼が日直のときは「礼」が出続ければ礼をし続けなければならない。出続ける時には出続けるらしく、へろへろが「この間は、『礼』を64回したんだよね」と言うほど礼が多数出たこともある。風邪の症状でさえもガチャガチャで決まる。ガチャガチャの形をした家に、家族3人で住む。ガチャガチャに従うことは家訓になっている。ゲームにも登場し、キラキラちゃんの夢の中でガチャガチャを使った占いをしていた。
プスプス
へろへろの友達で、オナラで話をする。元気がなくなる時はサツマイモやジャガイモ、ポテトチップスといったイモやイモの加工品を多く食べさせると元気になるが、元気になった反応で凄まじい勢いで先述のようにオナラで話すため、周囲が一時物凄いオナラの悪臭に包まれてしまう。一家揃ってオナラで話す。へろへろは、友達であるためプスプスの言うことを理解できる。その上、臭がらない。なお、水中ではブクブク君になってしまい、へろへろでも言葉が理解できなくなる。
モタモタ
へろへろの友達で、何をやるのもマイペースで遅く学校では放課後になっても給食を食べ終わらない事が日常茶飯事。
ダンボット1
声 - 後藤邑子
元々はヘロボットXのキャラだが本編に登場したキャラ。詳しくはヘロボロボロットの項目を参照。
ダンボット2
声 - 永野善一
通称ダンボット宅配便。スピード自慢。
ダンボット3
声 - 不明
通称ダンボットテレビ。名の通りテレビのダンボールから作られたロボット。パワー自慢。
ダンボット4
声 - 不明
通称ダンボットパソコン。名の通りパソコンのダンボールから作られたロボット。頭が良く、相手の行動パターンを入力することで相手の攻撃を瞬時に避けられる。
ダンボット5
声 - 不明
通称ダンボットイチゴ。詳しくはスコッティーナの項目を参照。
ヘロボロボロット
初登場は『ヘロボットX』。へろへろパパの作ったロボットだが、総ダンボール製。作るのが非常に簡単なため、倒されるたび新しく作られる。一号のみ感情表現に乏しかったが、以降作られた機体ははっきりとした自我を持つ。そしてやはりどこかぬけている。一号は、魔神ゲロッピーとともに宇宙に散り、二号はウキウキ星に現れた宇宙人にトイレットペーパーとして連れて行かれた。新たに作られた三号は、流行に乗り、パーツ交換能力が付与された。また、へろへろ親子の実験材料にされるなど、あまりよい扱いを受けない。さらにへろへろパパが、「変形出来るか？」と問い、ハンガーやハンドバッグ、テーブルに変形したが、「家財道具じゃねぇ」と言ってブチギレて一度壊したことがある。
その後、メカメカ博士の作ったダンボット（ダンボールロボット）という設定でウキウキ町に登場。へろへろと意気投合し、仲良くなる。
スコッティーナ
初登場は『ヘロボットX』。ティッシュペーパーの箱から作られている。ティッシュペーパーが全てなくなると死んでしまうが、ティッシュペーパーの箱で作られているためすぐ作り直される。
その後ヘロボロボロット同様、ダンボットイチゴとしてメカメカ博士の作ったダンボット（ダンボールロボット）という設定でウキウキ町に登場。自身の箱から出す苺の香りで相手を誘惑し、改心させることができる。
名前は『スコッティ』という製品名のティッシュペーパーから。
ワルワル団
ダンボット5にて登場した悪の組織。世界征服を狙うが、「小さいことからコツコツと」の掟で、へろへろの家を公衆トイレに改造したり、野球場に横断歩道をつけたり、歩道橋の階段をなくす等、しょうもない悪さでウキウキ町をパニックに引き起こすが、ダンボット5とへろへろに敗れ去る。
ワクワク
『特上へろへろくん』1巻で転校生として登場した女の子。キラキラよりも可愛いらしくへろへろを含むキラキラのクラスメートの男子は、彼女と初めて公園で会った日に一目惚れしたが、ワクワクすることが好きで、転けたり、倒れたりする危険な遊びをするのを見ているのが好きという性格に振り回され、帰宅時には皆が敬遠するに至るほどで、ボロボロが「死んじゃうかも」と言うほど。ただ、そんなことを気にしないへろへろとは気が合った。
デビデビ
声 - 水田わさび
『特上へろへろくん』1巻で転校生として登場した（自称）悪魔の子だが、誕生日は1月1日。鳩を嫌う。山の中にあるピラミッド状の家に、母親とともに住む。
アニメには、おともだちしょうかいコーナー（屁狼伝の後コーナー）で少しだけ登場した。ゲーム版では泣き虫な性格になっている。
ジョジョ
声 - 水原リン
デビデビの母親で、自称魔女。本人曰く「切りづらい」らしいが、大きな鎌を包丁代わりにしている。ホウキを持っているが、空を飛ぶわけではなく、またがって走る。目の中に蜘蛛を入れて、蜘蛛の足をマスカラ代わりにするなど、不気味な人物。しかし、カレーを作るなど家庭的な一面もある。だが、へろへろが鼻水でハエを捕獲した時、へろへろを「魔王様」呼ばわりした所から変わった人物であることもうかがえる。ゲーム版では、物語の秘密を解き明かす重要なキャラとして登場する。
ウラウラ
へろへろの友達で、占い好き。結構当たるらしいが劇中で当たった例はない。
マジマジ
へろへろの友達で、手品が上手い。しゃべるときによくハートを付ける。
父親はマジシャンだが、タネをばらされると泣いたり怒ったりするなど、面倒くさい性格をしている。
メラメラ
へろへろの友達で、格闘マニア。負けず嫌いで、一方的にへろへろをライバル視している。しかし、幼稚園児にも負けるほど弱く、全戦全敗である。
頭もへろへろ並に弱い。攻撃を避けることすらできず、メラメラ曰く「同じ格闘家」というバキバキもメラメラの避け方の知らなさには呆れ返っていた。
一度、ウキウキ町に竜巻が発生した際にへろへろに戦いを挑もうとしたが、竜巻で飛ばされたへろへろの家が激突してへろへろの不戦勝だった。
ゼニゼニ
声 - 松本ヨシロウ
へろへろの友達で、お金好き。関西弁でしゃべる。些細なことでも金を取り、うちわで仰ぐことでさえも金を取ろうとしている。秘密基地を作ろうとなったときもゼニゼニが考えた設定では、入場料を取ろうとしていて、バリバリに「観光地か？」と突っ込まれた。なお、入場料は50円であるにもかかわらず団体割引がある。また、自身が子供だからだろうが全ての料金設定が100円以下である。しかし、へろへろが考えたバリバリを首領にしてボロボロとゲロゲロを怪人にした悪の秘密基地では科学者に設定され、「三千円で改造しまっせ」と言っている。
ホソホソ
へろへろの友達で、体がガリガリに痩せている人と同じぐらい細い。体が細いため、UFOキャッチャーの景品取り出し口から中に入ることができる。家は、ウキウキ駅のコインロッカーである。
あみあみ
へろへろの友達で、編み物が上手。何でも編んでしまう女の子。自分の家や傘まで編んでいる。
とるとる
へろへろの友達で、何でもUFOキャッチャーのアームで取る。帽子にUFOキャッチャーのアームが付いており、腕にあるボタンを押して操作するが、あまり上手くない。
スケスケ
へろへろの友達で、名前の通り透明人間。写真が嫌い（撮っても全く写らないから）。
モリモリ
読者が考えたキャラで頭のてっぺんから足の先まで全身筋肉質なへろへろの友達で、あまりの力強さでゲームセンターの腕相撲マシーンの腕部分を破壊してしまった。あまり喋らず「モリモリー」と言っている。先述のモリモリとは別のキャラ。
ガリガリ
このキャラもモリモリと同様に読者が考えたキャラである。勉強好きなへろへろの友達で、ゲームセンターでスロットマシーンを見ながら777（スリーセブン）の出る確率を勉強し、バリバリに「ガリガリ、ゲーセンで勉強するな」と言われた。

### 番外編オリジナルキャラクター
夢幻
『屁狼伝』に登場。絶対魔拳法と対立する恐雷苦魔拳法（おそらくまけんぽう）の使い手。へろへろをライバル視している。美形だがナルシストの気があり、へろへろほどでは無いがどこか抜けたところがある。一度へろへろに勝負を挑み、恐雷苦魔拳法によって苦しめるも、絶対魔拳法奥義を受けて指に瓶がはまったまま不自由な生活を送る羽目になる。後にへろへろに借りを返すべく拳法大会に参加。その強さで勝ち進み（というより対戦相手はほぼ全員まともな相手ではなかった）、決勝戦でへろへろと再び対戦する。恐雷苦魔拳法究極奥義・人材派拳でへろへろを追い詰めたが、絶対魔拳法究極奥義・著作拳「口（くち）ックマンバスター」に完膚なきまで敗れた。
その後、屁狼老師の言葉を受け、より強くなって再び戦う事をへろへろと誓い合い、去って行った。
アニメ版では、原作初登場時の戦闘が大会で描かれた。
グレイトプロ社長
『TOPアイドル』に登場。芸能プロダクション「グレイトプロ」の社長であり、へろ子が応募した「誰でもスターに！」の公開オーディションの審査員を勤める。他のプロダクション同様、へろ子を合格させる気など微塵も無かったが、へろ子のくしゃみで飛び散った鼻水を避けようとしてつい「合格」の札を上げてしまい、自身のプロダクションからデビューさせる羽目になってしまった。一応は仕事を与えているものの、内容はヒーローショーの怪獣役（着ぐるみ）などアイドルらしからぬものばかりである。へろ子が勝手に映り込んだ天気予報が心霊映像として話題になった際には「心霊タレントなら…」と一考している様子であった。
立花やよい
『TOPアイドル』に登場。へろ子やキラリと同じくアイドルを目指し、オーディションに応募した少女で、黒髪のロングヘアーに清楚な印象の服装が特徴。アイドルとしては恵まれた容姿やスタイルだが、歌唱力や演技力といった才能ではキラリには及ばず、審査結果では不合格となる。
中村静果
『TOPアイドル』に登場。へろ子やキラリ、やよいと同じくアイドルを目指し、オーディションに応募した少女で、金髪のロングヘアーに露出の高い服装が特徴。4人の中では最もスタイルが良く、水着審査ではそのスタイルで観客を釘付けにし、演技力では審査員に「おもしろいアイディア」と言わしめるが、やはり才能ではキラリには及ばず、審査結果では不合格となる。
魔人
声 - 長嶝高士
『へろへろとバリバリの大冒険』に登場した魔人。魔法王国マジクールの出身で、本名はマホマホ。魔人でありながら自信の無さ故に魔法を使う事が出来ず、修行の一つが「願いを叶えてもらうこと」と、魔人のイメージとは全く逆の内容であった。修行の為に人間界に来ていた所をへろへろ達と出会い、共にマジクールを目指す旅に出発。旅を経て成長して行く。
ミュン
声 - 田村ゆかり
『へろへろとバリバリの大冒険』に登場。マジクールを目指す旅の途中で出会った謎の生物。顔だけ見ればへろへろに似ている。故郷の村の人々の動きが遅くなってしまった為、へろへろ達に助けを求める。その正体は大長編最終話で明かされる。
ゲーム版ではおつかいの途中で魔王に捕まり、キラキラと共に魔王の城から抜け出した。

### その他のキャラクター
バカみやたかひろ
作者のかみやたかひろ本人。「仕事ぽ〜ん、あそびGO」と言った調子でいつも遊んでおり、担当のバカんだにお仕置きをされっぱなしである。本人曰く「3/4がバカ」。ダンボールで生活したこともあれば、地上100階立ての高層ビル「バカみやタワー」を建てたこともある。アニメ未登場だが、ラジオのニュースでかみやの名前は登場している。
バかんだ
作者の担当編集者である神田雅司本人で、こわこわくんのモデルになる。作中では、遊んでばかりいる作者のバカみやたかひろにお仕置きをしている。バカみやに対して常にマンガの原稿を催促しており、口癖は「かけ」である。人気があったらしく、にてるよーでにてない国語辞典で「人気急上昇中」と紹介された事もある。アニメ未登場。
また、旧7巻の巻頭実写漫画にて同じく担当編集者の中村も「バかむら」として登場している。
ジョン
「人助け野郎ジョン」というテレビドラマで主演を務める外国人俳優。ドラマ内容は、火事や崖からの転落で絶体絶命の状況に置かれた人を、主人公のジョンが屈強な肉体を駆使して救出するというもの。へろへろはこの番組の大ファンであり、放送の度に影響を受けて人助けしようとするが毎回失敗する。後に本人が来日した際にはスタジオに入り込んだへろへろに連れ出され、偶然にも近くの銀行に強盗が押し入っていた事からドラマと現実の区別がつかないへろへろによって無理矢理その銀行に突っ込まされてしまい、本当に人助けする羽目になった（後日、新聞の取材には「人助け野郎として当然のことをしたまで」と答えた）。
色気歩代
アイドルか女優かは定かではないが、芸能人である。バリバリが彼女のセミヌード写真集を所持している。写真集を出している所からすると人気がある様子。アニメ未登場。
岩本佳浩
漫画版『ロックマンX』などを手掛けた漫画家。現実にかみやの友人である通り、本作内でもバカみやの友人だが、台湾のサイン会で豪遊してきた事を妬まれて狙撃されたり（実際はこの時、台湾のホテルでロックマンX3の最終回の下書きを行なっていたらしい）、彼女がいない事をネタにされたりなど散々な扱いを受けていた。
御堂カズヒコ
『ウルトラ忍法帖』の作者本人。通称・みどー。締め切りが迫ったバカみやが自動販売機ならぬ「みどう販売機」（その名の通り御堂カズヒコを販売している）で購入して仕事を手伝わせようとしたが『へろへろくん』ではなく『ウル忍』を描いていた（逆にかみやが『ウル忍』の表紙を描く事もあった）。また、「もしも濁点が無くなったら」というネタにてバカみやから「カスヒコ」と呼ばれていた（麻雀で御堂に負けた腹癒せに作中でバかみやが彼を馬鹿にしていた）。「みどう販売機」のネタはそのネタが載った次号のボンボンにて『ウルトラ忍法帖』に逆輸入されている。
へろへろの偽物である「へりへりくん」を描いたことがある。見た目は似ているが洋紙・性格共に悪辣であり、へろへろを抹殺して漫画の主人公になろうと目論むが、名前の通り歩くたびに体が減っていくという弱点があり、失敗に終わった。

## テレビアニメ
2000年4月3日から2001年2月1日まで、NHK教育テレビで毎週月曜から木曜の18時00分から18時44分に放送された『天才てれびくんワイド』のアニメ枠で5分間放送。全104回。天才てれびくんのアニメとして初めて漫画作品を原作としていた。
公共放送であるNHKで放送されたため、「特定の企業名や商品名（商標）を放送するのは宣伝行為となる」とみなされる関係上、原作にあった実在する商標類を連想させるものは架空の意匠へ差し替えている。また、製作に原作版権元の講談社が直接参加していなかったこともあり、クレジットには講談社および掲載誌名の『月刊コミックボンボン』は表記されていない（『あずきちゃん』などほとんどの番組で同様の措置を受けている）。
2000年6月に番組内で行った新キャラクターの公募には約1万通の手紙が寄せられた。チーフプロデューサーの沢田昇によると異例の多さであるという。
アニメの企画製作元・権利保有者であるパブリック&ベーシックは、ボンボン原作の『サイボーグクロちゃん』と同時並行で製作・放映していたが、2001年1月に倒産。同社の最終作品となった。
放送途中から順次ビデオソフト（VHS）化されたが、パブリック&ベーシックが倒産した関係もありDVD化はリリースされておらず、NHKアーカイブスにおいては番組として映像素材が保存されている（NHK番組公開ライブラリーでは未公開）。
初回放送の1話構成はオープニング25秒、本編4分30秒、アイキャッチ5秒。総集編のオープニングは90秒。この総集編の90秒のオープニングはビデオには収録されていない。

### スタッフ
- 原作 - かみやたかひろ
- 監督 - 高本宣弘
- シリーズ構成 - 山本優
- キャラクターデザイン - 飯村一夫
- 美術監督 - 宮前光春
- 音響監督 - 高橋秀雄
- 音響効果 - 古宮理恵（アニメサウンドプロダクション）
- 音楽・製作 - パブリック&ベーシック
- 制作プロデューサー - 土屋貴彦、早坂哲也
- プロデューサー - 沢田昇（NHK）、松浦公基（パブリック&ベーシック）、寺沢久紀（パブリック&ベーシック）
- アニメーション制作 - スタジオフラッグ（第1話 - 第47話）、スタジオボギー

### 主題歌
オープニング「まわりひまわりへろへろくん」
作詞 - LADY Q / 作曲 - LADY Q &シスタ・K / 編曲 - 森俊也 / 歌 - 水木一郎&アップルパイ+The 4-B's（安齊舞、徐桑安、須田泰大）

### 各話リスト
| 話数 | サブタイトル                         | 脚本           | 絵コンテ     | 演出           | 作画監督     | 放送日        |
| ---- | ------------------------------------ | -------------- | ------------ | -------------- | ------------ | ------------- |
| 1    | はじめてのへろへろ〜                 | やまもとゆう   | 高本宣弘     | 鎌仲史陽       | 工藤柾輝     | 2000年 4月3日 |
| 1    | ぼくのことのまき1                    | やまもとゆう   | 高本宣弘     | 鎌仲史陽       | 工藤柾輝     | 2000年 4月3日 |
| 1    | ぼくのことのまき2                    | やまもとゆう   | 高本宣弘     | 鎌仲史陽       | 工藤柾輝     | 2000年 4月3日 |
| 2    | あったかハートでへろ〜               | 四辻たかお     | 高本宣弘     | 鎌仲史陽       | 工藤柾輝     | 4月4日        |
| 2    | 留守番でんわ                         | 四辻たかお     | 高本宣弘     | 鎌仲史陽       | 工藤柾輝     | 4月4日        |
| 3    | パパと一緒にへろへろ〜               | 四辻たかお     | 鎌仲史陽     | 鎌仲史陽       | 工藤柾輝     | 4月5日        |
| 3    | なれるかなーその1                    | 四辻たかお     | 鎌仲史陽     | 鎌仲史陽       | 工藤柾輝     | 4月5日        |
| 3    | なれるかなーその2                    | 四辻たかお     | 鎌仲史陽     | 鎌仲史陽       | 工藤柾輝     | 4月5日        |
| 4    | へろ〜んなパズルで遊ぼう             | 四辻たかお     | 鎌仲史陽     | 鎌仲史陽       | 工藤柾輝     | 4月10日       |
| 4    | クレクレ君                           | 四辻たかお     | 鎌仲史陽     | 鎌仲史陽       | 工藤柾輝     | 4月10日       |
| 5    | お友だちとへろへろ〜                 | やまもとゆう   | 竹内啓雄     | 鈴木吉男       | 青野厚司     | 4月11日       |
| 6    | 大自然でへろへろ〜                   | 四辻たかお     | 竹内啓雄     | 鈴木吉男       | 青野厚司     | 4月12日       |
| 6    | ファミリィレストラン                 | 四辻たかお     | 竹内啓雄     | 鈴木吉男       | 青野厚司     | 4月12日       |
| 7    | へろへろな健康診断                   | やまもとゆう   | 竹内啓雄     | 鈴木吉男       | 川筋豊       | 4月13日       |
| 8    | ロマンスはへろへろと共に             | 四辻たかお     | 竹内啓雄     | 鈴木吉男       | 本田蕪里     | 4月17日       |
| 8    | ビデオ                               | 四辻たかお     | 竹内啓雄     | 鈴木吉男       | 本田蕪里     | 4月17日       |
| 9    | 学校はとってもへろへろ〜             | 四辻たかお     | 栗井重紀     | 栗井重紀       | 堀川直哉     | 4月18日       |
| 9    | でんしゃ                             | 四辻たかお     | 栗井重紀     | 栗井重紀       | 堀川直哉     | 4月18日       |
| 10   | 朝から晩までへろへろ〜               | やまもとゆう   | 栗井重紀     | 栗井重紀       | 新田靖成     | 4月19日       |
| 11   | ジジとババにへろ〜                   | 四辻たかお     | 栗井重紀     | 栗井重紀       | 井上哲       | 4月20日       |
| 12   | 運動会はへろへろ〜                   | 四辻たかお     | 栗井重紀     | 栗井重紀       | 中山大輔     | 4月24日       |
| 13   | がんばれパブパブ!                    | やまもとゆう   | 久米一成     | 山崎哲生       | 片岡恵美子   | 4月25日       |
| 14   | 地球的なへろへろ〜                   | やまもとゆう   | 久米一成     | 清水隆之       | 本田一行     | 4月26日       |
| 14   | ママの生活の知恵、へろへろの達人     | やまもとゆう   | 久米一成     | 清水隆之       | 本田一行     | 4月26日       |
| 15   | 男らしくいこう!                      | やまもとゆう   | 原博         | 山崎哲生       | 片岡恵美子   | 4月27日       |
| 16   | カゼをひいたらへろへろ〜             | やまもとゆう   | 久米一成     | 清水隆之       | 本田一行     | 5月8日        |
| 17   | 演劇はへろへろだ!                    | 四辻たかお     | 鎌仲史陽     | 鎌仲史陽       | 工藤柾輝     | 5月9日        |
| 18   | へろへろな作文講座                   | 四辻たかお     | 鎌仲史陽     | 鎌仲史陽       | 工藤柾輝     | 5月10日       |
| 19   | ヘアーとへろ〜でへろーん!            | 四辻たかお     | 鎌仲史陽     | 鎌仲史陽       | 工藤柾輝     | 5月11日       |
| 20   | 親切はへろへろ〜                     | 四辻たかお     | 鎌仲史陽     | 鎌仲史陽       | 工藤柾輝     | 5月15日       |
| 21   | ママもへろへろ〜                     | 四辻たかお     | すずきよしお | すずきよしお   | 川筋豊       | 5月16日       |
| 22   | へろへろなご先祖さま〜               | 四辻たかお     | すずきよしお | すずきよしお   | 鎌田美樹     | 5月17日       |
| 23   | ラジオ体操はへろへろ〜               | 四辻たかお     | 竹内啓雄     | すずきよしお   | 川筋豊       | 5月18日       |
| 24   | ママになりたい!                      | 四辻たかお     | 竹内啓雄     | すずきよしお   | 川筋豊       | 5月22日       |
| 25   | もそもそくんは不思議さ               | 四辻たかお     | 栗井重紀     | 栗井重紀       | 楠田悟       | 5月23日       |
| 26   | 動物園でへろへろ〜                   | 四辻たかお     | 栗井重紀     | 栗井重紀       | 楠田悟       | 5月24日       |
| 27   | へろ〜んと水族館                     | 四辻たかお     | 栗井重紀     | 栗井重紀       | 楠田悟       | 5月25日       |
| 28   | お店ごっこはへろへろ〜               | 四辻たかお     | 栗井重紀     | 栗井重紀       | 楠田悟       | 5月29日       |
| 29   | へろへろな平均台〜                   | 水出弘一       | 久米一成     | 清水隆之       | 片岡恵美子   | 5月30日       |
| 30   | へろへろ虫にへろ〜                   | 水出弘一       | 久米一成     | 山崎哲生       | 片岡恵美子   | 5月31日       |
| 31   | ケッコンシキでへろへろ〜             | 水出弘一       | 清水隆之     | 清水隆之       | 小田仁       | 6月1日        |
| 32   | 何になりたい?                        | 水出弘一       | 山崎哲生     | 山崎哲生       | 佐々木よし子 | 6月12日       |
| 33   | クレーンゲームでへろへろ〜           | 水出弘一       | 鎌仲史陽     | 鎌仲史陽       | 工藤柾輝     | 6月13日       |
| 34   | へろへろな習いごと                   | 水出弘一       | 鎌仲史陽     | 鎌仲史陽       | 工藤柾輝     | 6月14日       |
| 35   | パパとママのメモリー                 | 水出弘一       | 鎌仲史陽     | 鎌仲史陽       | 工藤柾輝     | 6月14日       |
| 36   | お風呂でへろへろ〜                   | 水出弘一       | 鎌仲史陽     | 鎌仲史陽       | 工藤柾輝     | 6月15日       |
| 37   | お留守番でへろへろ〜                 | 四辻たかお     | 竹内啓雄     | すずきよしお   | 青野厚司     | 6月19日       |
| 38   | カード集めでへろへろ〜               | 四辻たかお     | 竹内啓雄     | すずきよしお   | 志田ただし   | 6月20日       |
| 39   | へろへろな台風                       | 水出弘一       | すずきよしお | すずきよしお   | 阿部美佐緒   | 6月21日       |
| 40   | サラサラくんにへろ〜                 | 水出弘一       | 竹内啓雄     | すずきよしお   | 本田蕪里     | 6月22日       |
| 41   | 虫歯はイタイ〜                       | 四辻たかお     | 栗井重紀     | 栗井重紀       | 夕澄慶英     | 6月26日       |
| 42   | やせ動物はへろへろ〜                 | 四辻たかお     | 栗井重紀     | 栗井重紀       | 飯飼一幸     | 6月27日       |
| 43   | ご趣味はへろへろ〜                   | 水出弘一       | 栗井重紀     | 栗井重紀       | 伊藤修一     | 6月28日       |
| 44   | つもりつもってへろへろ〜             | 水出弘一       | 栗井重紀     | 栗井重紀       | 井上哲       | 6月29日       |
| 45   | 粘土工作はへろへろ〜                 | 四辻たかお     | 鈴木卓夫     | 立花源十郎     | 工藤柾輝     | 7月3日        |
| 45   | にてるよーでにてない国語辞典 (1)     | 四辻たかお     | 鈴木卓夫     | 立花源十郎     | 工藤柾輝     | 7月3日        |
| 46   | 一人で寝るのはへろ〜                 | 四辻たかお     | 山崎哲生     | 立花源十郎     | 工藤柾輝     | 7月4日        |
| 46   | デルデル社長 (1)                     | 四辻たかお     | 山崎哲生     | 立花源十郎     | 工藤柾輝     | 7月4日        |
| 47   | 寝る子はへろい!                      | 水出弘一       | 清水隆之     | 立花源十郎     | 工藤柾輝     | 7月5日        |
| 47   | 屁狼伝 (1)                           | 水出弘一       | 清水隆之     | 立花源十郎     | 工藤柾輝     | 7月5日        |
| 48   | ごっこ遊びでへろへろ〜               | 水出弘一       | 重国勇二     | 立花源十郎     | 工藤柾輝     | 7月6日        |
| 48   | へろい! (1)                          | 水出弘一       | 重国勇二     | 立花源十郎     | 工藤柾輝     | 7月6日        |
| 49   | スポーツはへろへろ〜                 | 四辻たかお     | 川瀬敏文     | 鎌仲史陽       | 愛戸誠       | 9月11日       |
| 49   | にてるよーでにてない国語辞典 (2)     | 四辻たかお     | 川瀬敏文     | 鎌仲史陽       | 愛戸誠       | 9月11日       |
| 50   | お食事はへろへろ〜                   | 四辻たかお     | 川瀬敏文     | 鎌仲史陽       | 中山大輔     | 9月12日       |
| 50   | デルデル社長 (2)                     | 四辻たかお     | 川瀬敏文     | 鎌仲史陽       | 中山大輔     | 9月12日       |
| 51   | 早いぞはやはやくん                   | やまもとゆう   | 川瀬敏文     | 鎌仲史陽       | 林一哉       | 9月13日       |
| 51   | 屁狼伝 (2)                           | やまもとゆう   | 川瀬敏文     | 鎌仲史陽       | 林一哉       | 9月13日       |
| 52   | へろへろな赤ちゃん                   | 四辻たかお     | 川瀬敏文     | 鎌仲史陽       | 丹羽恭利     | 9月14日       |
| 52   | へろい! (2)                          | 四辻たかお     | 川瀬敏文     | 鎌仲史陽       | 丹羽恭利     | 9月14日       |
| 53   | マークはへろへろ〜                   | やまもとゆう   | 竹内啓雄     | すずきよしお   | 青野厚司     | 9月18日       |
| 53   | にてるよーでにてない国語辞典 (3)     | やまもとゆう   | 竹内啓雄     | すずきよしお   | 青野厚司     | 9月18日       |
| 54   | またまたやせ動物さん                 | やまもとゆう   | 竹内啓雄     | すずきよしお   | 鎌田美樹     | 9月19日       |
| 54   | デルデル社長 (3)                     | やまもとゆう   | 竹内啓雄     | すずきよしお   | 鎌田美樹     | 9月19日       |
| 55   | ガチャガチャくんはへろい!            | やまもとゆう   | 竹内啓雄     | すずきよしお   | 吉田満       | 9月20日       |
| 55   | 屁狼伝 (3)                           | やまもとゆう   | 竹内啓雄     | すずきよしお   | 吉田満       | 9月20日       |
| 56   | へろへろな世界一周                   | やまもとゆう   | 竹内啓雄     | すずきよしお   | 本田蕪里     | 9月21日       |
| 56   | へろい! (3)                          | やまもとゆう   | 竹内啓雄     | すずきよしお   | 本田蕪里     | 9月21日       |
| 57   | 自転車でへろへろ〜                   | 四辻たかお     | 栗井重紀     | 栗井重紀       | 工藤柾輝     | 9月25日       |
| 57   | にてるよーでにてない国語辞典 (4)     | 四辻たかお     | 栗井重紀     | 栗井重紀       | 工藤柾輝     | 9月25日       |
| 58   | ジジの家出はへろへろ〜               | 四辻たかお     | 栗井重紀     | 栗井重紀       | 工藤柾輝     | 9月26日       |
| 58   | デルデル社長 (4)                     | 四辻たかお     | 栗井重紀     | 栗井重紀       | 工藤柾輝     | 9月26日       |
| 59   | シネマはへろへろ〜                   | 四辻たかお     | 栗井重紀     | 栗井重紀       | 工藤柾輝     | 9月27日       |
| 59   | 屁狼伝 (4)                           | 四辻たかお     | 栗井重紀     | 栗井重紀       | 工藤柾輝     | 9月27日       |
| 60   | ジジ帰るでへろへろ〜                 | 四辻たかお     | 栗井重紀     | 栗井重紀       | 工藤柾輝     | 9月28日       |
| 60   | へろい! (4)                          | 四辻たかお     | 栗井重紀     | 栗井重紀       | 工藤柾輝     | 9月28日       |
| 61   | パパの秘密!?                         | 蔵方政俊       | 小華和ためお | 小華和ためお   | 土屋幹夫     | 10月9日       |
| 61   | にてるよーでにてない国語辞典 (5)     | 蔵方政俊       | 小華和ためお | 小華和ためお   | 土屋幹夫     | 10月9日       |
| 62   | あれあれくんの一日                   | 蔵方政俊       | 小華和ためお | 小華和ためお   | 土屋幹夫     | 10月10日      |
| 62   | デルデル社長 (5)                     | 蔵方政俊       | 小華和ためお | 小華和ためお   | 土屋幹夫     | 10月10日      |
| 63   | もしもし一家はへろへろ〜             | やまもとゆう   | 小華和ためお | 小華和ためお   | 土屋幹夫     | 10月11日      |
| 63   | 屁狼伝 (5)                           | やまもとゆう   | 小華和ためお | 小華和ためお   | 土屋幹夫     | 10月11日      |
| 64   | 豪邸はへろへろ〜                     | やまもとゆう   | 小華和ためお | 小華和ためお   | 土屋幹夫     | 10月12日      |
| 64   | へろい! (5)                          | やまもとゆう   | 小華和ためお | 小華和ためお   | 土屋幹夫     | 10月12日      |
| 65   | 芸術はへろへろ〜だ!                  | 水出弘一       | 竹内啓雄     | 高本宣弘       | 佐久間しげこ | 10月16日      |
| 65   | にてるよーでにてない国語辞典 (6)     | 水出弘一       | 竹内啓雄     | 高本宣弘       | 佐久間しげこ | 10月16日      |
| 66   | こ〜んな二階がへろい!                | 蔵方政俊       | すずきよしお | 高本宣弘       | 奥村吉昭     | 10月17日      |
| 66   | デルデル社長 (6)                     | 蔵方政俊       | すずきよしお | 高本宣弘       | 奥村吉昭     | 10月17日      |
| 67   | 商店街でへろへろ〜                   | 池田英世       | すずきよしお | 高本宣弘       | 飯野皓       | 10月19日      |
| 67   | 屁狼伝 (6)                           | 池田英世       | すずきよしお | 高本宣弘       | 飯野皓       | 10月19日      |
| 68   | へろへろ虫のハナ占い                 | 四辻たかお     | 竹内啓雄     | 高本宣弘       | 進藤満尾     | 10月23日      |
| 68   | へろい! (6)                          | 四辻たかお     | 竹内啓雄     | 高本宣弘       | 進藤満尾     | 10月23日      |
| 69   | 温泉でへろへろ〜                     | 水出弘一       | 鎌仲史陽     | 小華和ためお   | 河村明夫     | 10月24日      |
| 69   | にてるよーでにてない国語辞典 (7)     | 水出弘一       | 鎌仲史陽     | 小華和ためお   | 河村明夫     | 10月24日      |
| 70   | デルデルランドへ行こう!              | 蔵方政俊       | 鎌仲史陽     | 小華和ためお   | 牟田有希子   | 10月25日      |
| 70   | デルデル社長 (7)                     | 蔵方政俊       | 鎌仲史陽     | 小華和ためお   | 牟田有希子   | 10月25日      |
| 71   | インタビュ〜でへろ〜!                | 池田英世       | 鎌仲史陽     | 小華和ためお   | 中島豊秋     | 10月26日      |
| 71   | 屁狼伝 (7)                           | 池田英世       | 鎌仲史陽     | 小華和ためお   | 中島豊秋     | 10月26日      |
| 72   | へろへろ虫の遊園地                   | 四辻たかお     | 鎌仲史陽     | 小華和ためお   | 三本めぐみ   | 10月26日      |
| 72   | へろい! (7)                          | 四辻たかお     | 鎌仲史陽     | 小華和ためお   | 三本めぐみ   | 10月26日      |
| 73   | 日直はへろへろ〜                     | 宮下義浩       | 日下良平     | はしもとなおと | 三宅雄一郎   | 10月30日      |
| 73   | にてるよーでにてない国語辞典 (8)     | 宮下義浩       | 日下良平     | はしもとなおと | 三宅雄一郎   | 10月30日      |
| 74   | カイテン? 回転? スシ〜               | 宮下義浩       | 日下良平     | はしもとなおと | 長坂寛治     | 10月31日      |
| 74   | デルデル社長 (8)                     | 宮下義浩       | 日下良平     | はしもとなおと | 長坂寛治     | 10月31日      |
| 75   | ラブラブはへろい!                    | 池田英世       | 日下良平     | はしもとなおと | 加納みずほ   | 11月1日       |
| 75   | 屁狼伝 (8)                           | 池田英世       | 日下良平     | はしもとなおと | 加納みずほ   | 11月1日       |
| 76   | ピカピカちゃんの大そうじ             | 宮下義浩       | 日下良平     | はしもとなおと | 佐藤道雄     | 11月2日       |
| 76   | へろい! (8)                          | 宮下義浩       | 日下良平     | はしもとなおと | 佐藤道雄     | 11月2日       |
| 77   | モリモリくんにご馳走様〜             | 宮下義浩       | 小華和ためお | 小華和ためお   | 土屋幹夫     | 11月13日      |
| 77   | にてるよーでにてない国語辞典 (9)     | 宮下義浩       | 小華和ためお | 小華和ためお   | 土屋幹夫     | 11月13日      |
| 78   | バキバキちゃんの一撃!                | 蔵方政俊       | 小華和ためお | 小華和ためお   | 土屋幹夫     | 11月14日      |
| 78   | デルデル社長 (9)                     | 蔵方政俊       | 小華和ためお | 小華和ためお   | 土屋幹夫     | 11月14日      |
| 79   | ナビペタは名コンビ?!                 | 池田英世       | 小華和ためお | 小華和ためお   | 土屋幹夫     | 11月15日      |
| 79   | 屁狼伝 (9)                           | 池田英世       | 小華和ためお | 小華和ためお   | 土屋幹夫     | 11月15日      |
| 80   | お花屋さんでへろへろ〜               | 宮下義浩       | 小華和ためお | 小華和ためお   | 土屋幹夫     | 11月16日      |
| 80   | へろい! (9)                          | 宮下義浩       | 小華和ためお | 小華和ためお   | 土屋幹夫     | 11月16日      |
| 81   | バブバブちゃんはへろい!              | 蔵方政俊       | すずきよしお | すずきよしお   | 松本好弘     | 11月20日      |
| 81   | にてるよーでにてない国語辞典 (10)    | 蔵方政俊       | すずきよしお | すずきよしお   | 松本好弘     | 11月20日      |
| 82   | パタパタちゃんのイタズラ             | 蔵方政俊       | すずきよしお | すずきよしお   | 佐野隆雄     | 11月21日      |
| 82   | デルデル社長 (10)                    | 蔵方政俊       | すずきよしお | すずきよしお   | 佐野隆雄     | 11月21日      |
| 83   | ユーレイはいる! いる?                | 池田英世       | すずきよしお | すずきよしお   | 飯野皓       | 11月22日      |
| 83   | お友達紹介コーナー (1)               | 池田英世       | すずきよしお | すずきよしお   | 飯野皓       | 11月22日      |
| 84   | ドキドキしたくてへろへろ〜           | 宮下義浩       | すずきよしお | すずきよしお   | 牟田有希子   | 11月27日      |
| 84   | へろい! (10)                         | 宮下義浩       | すずきよしお | すずきよしお   | 牟田有希子   | 11月27日      |
| 85   | 燃えろメラメラ!                      | 宮下義浩       | 奥田誠治     | 日下部光雄     | 小泉謙三     | 11月28日      |
| 85   | にてるよーでにてない国語辞典 (11)    | 宮下義浩       | 奥田誠治     | 日下部光雄     | 小泉謙三     | 11月28日      |
| 86   | 偉大なるパチパチちゃん               | 蔵方政俊       | 奥田誠治     | 日下部光雄     | 島袋美由紀   | 11月29日      |
| 86   | デルデル社長 (11)                    | 蔵方政俊       | 奥田誠治     | 日下部光雄     | 島袋美由紀   | 11月29日      |
| 87   | ペラペラちゃんのカンけり             | 蔵方政俊       | 奥田誠治     | 日下部光雄     | 進藤満尾     | 11月30日      |
| 87   | お友達紹介コーナー (2)               | 蔵方政俊       | 奥田誠治     | 日下部光雄     | 進藤満尾     | 11月30日      |
| 88   | もじもじちゃんの勇気                 | 蔵方政俊       | 奥田誠治     | 日下部光雄     | 佐久間しげこ | 12月4日       |
| 88   | へろい! (11)                         | 蔵方政俊       | 奥田誠治     | 日下部光雄     | 佐久間しげこ | 12月4日       |
| 89   | タビタビの世界ツアー                 | 蔵方政俊       | 日下良平     | はしもとなおと | 佐藤道雄     | 12月5日       |
| 89   | にてるよーでにてない国語辞典 (12)    | 蔵方政俊       | 日下良平     | はしもとなおと | 佐藤道雄     | 12月5日       |
| 90   | きぐるみなお手伝い                   | 蔵方政俊       | 日下良平     | はしもとなおと | 中原清隆     | 12月6日       |
| 90   | デルデル社長 (12)                    | 蔵方政俊       | 日下良平     | はしもとなおと | 中原清隆     | 12月6日       |
| 91   | みるみるのクリスマス                 | 蔵方政俊       | 小華和ためお | 小華和ためお   | 土屋幹夫     | 12月7日       |
| 91   | にてるよーでにてない国語辞典 (13)    | 蔵方政俊       | 小華和ためお | 小華和ためお   | 土屋幹夫     | 12月7日       |
| 92   | ウタウタちゃんののど自慢             | 蔵方政俊       | 日下良平     | はしもとなおと | 本田蕪里     | 2001年 1月8日 |
| 92   | いいはなし                           | 蔵方政俊       | 日下良平     | はしもとなおと | 本田蕪里     | 2001年 1月8日 |
| 93   | うるうる3兄弟あらわる                | 吉田綾         | 日下良平     | はしもとなおと | 長坂寛治     | 1月9日        |
| 93   | へろい! (12)                         | 吉田綾         | 日下良平     | はしもとなおと | 長坂寛治     | 1月9日        |
| 94   | いくぞ! ダンボット5（まえ）          | 水島摩美       | 小華和ためお | 小華和ためお   | 土屋幹夫     | 1月10日       |
| 95   | いくぞ! ダンボット5（うしろ）        | 水島摩美       | 小華和ためお | 小華和ためお   | 土屋幹夫     | 1月11日       |
| 96   | 冬がさむいのは...                    | 宮下義浩       | 小華和ためお | 小華和ためお   | 土屋幹夫     | 1月15日       |
| 96   | へろい! (13)                         | 宮下義浩       | 小華和ためお | 小華和ためお   | 土屋幹夫     | 1月15日       |
| 97   | ジジの2階にいらっしゃい              | 村松ヨシジロウ | すずきよしお | 森田風太       | 中島豊秋     | 1月16日       |
| 97   | にてるよーでにてない国語辞典 (14)    | 村松ヨシジロウ | すずきよしお | 森田風太       | 中島豊秋     | 1月16日       |
| 98   | がんばれ! デルデル社長               | 蔵方政俊       | すずきよしお | 森田風太       | 松本好弘     | 1月17日       |
| 98   | デルデル社長 (13)                    | 蔵方政俊       | すずきよしお | 森田風太       | 松本好弘     | 1月17日       |
| 99   | ジナジナちゃんの手品                 | 池田英世       | 高本宣弘     | 森田風太       | 牟田有希子   | 1月18日       |
| 99   | お友達紹介コーナー (3)               | 池田英世       | 高本宣弘     | 森田風太       | 牟田有希子   | 1月18日       |
| 100  | モチモチちゃんとあそぼ〜             | 吉田綾         | 高本宣弘     | 森田風太       | 飯野皓       | 1月18日       |
| 100  | へろい! (14)                         | 吉田綾         | 高本宣弘     | 森田風太       | 飯野皓       | 1月18日       |
| 101  | へろへろの大冒険〜魔人のおはなし     | やまもとゆう   | 奥田誠治     | 日下部光雄     | 佐久間しげこ | 1月29日       |
| 102  | へろへろの大冒険〜ミュンのおはなし   | やまもとゆう   | 奥田誠治     | 日下部光雄     | 進藤満尾     | 1月30日       |
| 103  | へろへろの大冒険〜トゲトゲのおはなし | やまもとゆう   | 奥田誠治     | 日下部光雄     | 小泉謙三     | 1月31日       |
| 104  | へろへろの大冒険〜シータのおはなし   | やまもとゆう   | 奥田誠治     | 日下部光雄     | 島袋美由紀   | 2月1日        |

## コンピュータゲーム
『へろへろくん』は、2001年2月9日に日本のイマジニアから発売されたゲームボーイカラー用ロールプレイングゲーム。
漫画『へろへろくん』を題材とした作品であるが、主人公はへろへろでは無くゲームオリジナルの主人公である。主人公は4文字以内で命名する事が可能であり、また性別も選択可能となっている。目的はスヤスーヤによって眠らされたウキウキ町の町民を救出すること。
開発はトーセが行い、本作にはNINTENDO 64用ソフト『ズール 魔獣使い伝説』（1999年）に携わったスタッフが参加しており、プロデューサーは光澤嘉一朗および河村直哉、ディレクターは皆川博信が担当している。
なお、本作以外にも韓国にてアーケードゲームおよびWindows用ソフトとしてゲーム化されている。

### ゲーム内容
システム
ゲームのジャンルはRPG（ロールプレイングギャグ）であり、敵との戦闘はシンボルエンカウントである。主人公は、男主人公は茶髪、女主人公は緑色の髪の毛である。副題は付いておらず、「へろへろくん」というタイトルのみである。
ゲームのパッケージは、へろへろくんのキャラクターがプリントされたチョコレートの写真である。「兄妹で遊べます」とパッケージに書かれている。なおこのゲームは、オリジナルネタ満載と紹介されることが多かったが、ネタのほとんどは原作の使いまわしか、パロディネタである。特にキラキラパパのネタは文章に漢字が使用されていない為、原作を読んでいないと意味が解らない。
セーブデータは2つまでセーブ可能。「はじめから」を選ばなくても、「つづきから」で、空きのファイルを選択してもゲームを最初からスタートすることも可能。セーブは、現実世界ではへろへろジジに、夢の中の世界ではワクワクちゃんに話し掛ければセーブ可能。
戦闘
戦闘システムは、アクティブタイムバトルシステム。時計型のメーターが1回溜まるに連れ、行動ゲージが1つずつ溜まって行き、攻撃の際は、その分の行動ゲージを消費する。技（武装）は2種類あり、セットして使用する。攻撃以外の技もある。また、敵にダメージを与えた場合や、アイテムを使った場合などに、テンションゲージ（興奮度）が溜まっていき、これが満タンになったときに敵に攻撃をすると、必殺技を使うことになる（必殺技を選択するのでは無く、強制的に発動）。へろへろくんとデビデビは、必殺技が3種類で、ランダムに発動する（デビデビの場合は、それぞれ効果が違う）。戦闘は基本的に3対3で行われ、1番前に出た1人が、行動（攻撃を行ったりダメージを受けたり）する。

### 設定
あらすじ
ウキウキ町に引っ越して来た主人公は、スヤスーヤという名前の子供に出会う。彼は、ウキウキ町の市民達を眠らせてしまった。主人公は後に出会うことになるへろへろくんと一緒に、この事件を解決するために、ある人物からもらうことになる「夢見枕」と呼ばれる枕を使い、眠らされてしまったへろへろくんの友達の夢の中で彼らと大冒険を繰り広げる。
夢の世界
- バリバリの夢
寂れた街のような世界。バニバニのアジトやマンホールやパン屋や工場がある。バニバニのアジトは当初はウサギ型の建物だったが、その後はバニバニタワーという名のビルを作り、そちらに移転、ただし工事が手抜きだった為その後あっけなく壊された。
- ボロボロの夢
島が多い世界。さまざま島があり、猿がいる島や海賊がいる島がある。
- キラキラの夢
中世RPG風の世界。お城や街などがあり、魔王城もある。なお、魔王城へは洞窟を通る必要がある。
- デビデビの夢
暗くて気味が悪い世界。墓場やモンスターが暮らす街がある。街には学校があり、なぜかキラキラの夢に出てきた魔王が勉強（居残り）している。なお、街にはモンスターと仲良くする為、バトルが禁止されている。デビデビの家へ行くには墓場を通る必要がある。

### プレイヤーキャラクター
Bボタン技はその名の通りBボタンを押すことで町、ダンジョンを歩いているときのみ使用可能のスキル。
|              | 技1              | 技2                | 必殺技                                                                             | Bボタン技                                          |
| ------------ | ---------------- | ------------------ | ---------------------------------------------------------------------------------- | -------------------------------------------------- |
| 主人公（男） | ブーメラン       | パチンコ           | ぐるぐるパンチ                                                                     | 走る（歩くより速く移動できる）                     |
| 主人公（女） | 平手打ち         | シンクロ           | トラップコンボ                                                                     | 走る（歩くより速く移動できる）                     |
| へろへろくん | 鼻水             | カミノケアルキーン | バ仮面ヘロイダー 絶対魔拳法奥義 著作拳 ヘロボロボロット （3つのうちランダムで1つ） | へろへろ走り（へろへろ走りをする）                 |
| バリバリ     | ワンツーパンチ   | ツッコミ           | 蛸殴り                                                                             | パンチ（邪魔な木箱を壊せる）                       |
| ボロボロ     | あっち向いてホイ | 励まし             | ゴミ漁り                                                                           | 足元を探す（一定の場所で使うとアイテムが手に入る） |
| キラキラ     | 雷               | 悩殺               | ぶち切れ                                                                           | 投げキス（敵が一定時間動かなくなる）               |
| デビデビ     | デビルカッター   | 悪魔の儀式         | 召喚術（ランダム）                                                                 | 鎌（邪魔なタルを壊せる）                           |
| ゆらゆら     | パパの愛（重り） | ゆらゆら           | （自爆）                                                                           | 足場の無いところでも移動できる                     |
| ミュン       | パパの愛（重り） | ゆらゆら           | （自爆）                                                                           | 足場の無いところでも移動できる                     |

ゆらゆらとミュンは選んだ主人公によってどちらが仲間になるか変わる（ゆらゆらは男、ミュンは女）。この2人は一時的に仲間になった後いったん外れるが、その後仲間にする際にはある場所に行く必要がある。この2人は仲間にしなくてもストーリの進行には問題はないが、彼の能力がないと取れないめざめそうやアイテム、話しかけられないキャラが存在する。

### ゲームオリジナルキャラクター
スティール
主人公達に「夢見枕」を売った張本人。ネズミのような姿をしている。夢の中ではアイテムショップをしている。性格はかなり冷たい。
バニバニ
バリバリの夢に出てくるキャラ。バニバニ団のボスでバニーガール姿の変態親父。少女趣味。バリバリに子分の下っ端を使って嫌がらせをしていたらしい。
スカルボス
ボロボロの夢に出てくるキャラ。骸骨の海賊で海賊船のキャプテン。バリバリの「先手必勝」の一言で戦うことになる。戦うときにはなぜかクイズを出してくる。
鯨の子
ボロボロの夢に出てくるキャラ。鮫に虐められていた所をへろへろ達に助けられ、その後筏を壊されたへろへろ達の移動手段となる。
魔王
キラキラの夢に出てくるキャラ。キラキラをさらったがキラキラに自力で脱走されてしまう。赤ちゃん言葉で話す。弱い。漫画にも登場しているが凄く悲惨な目にあっている。
パパ魔王
名前どおり魔王のパパ。見た目がトレンチコートにガラパン一丁とダサい上に変態臭く、魔王を除きみんなから笑われていた。ゲームの悪役は必ず負けることを理解している。
ブタデビ
デビデビの夢に出てくるキャラ。デビデビの子分で普段は豚の姿だが人の姿になることも出来る。ネコデビと協力してへろへろ達から夢見枕を奪おうとする。人間の姿はボンデージのような物を着た肥満体型で坊主頭の男性。
ネコデビ
デビデビの夢に出てくるキャラ。デビデビの子分で普段は猫の姿だが人の姿になることもできる。最初はへろへろをおちょくっていたが勘違いでへろへろのことを尊敬するようになる。人間姿はボンデージのような物を着た女性。
スヤスーヤ
みんなを眠らせた黒幕。最後のボスで戦うときの姿は凄くシリアスな外見になっている。
話す時の文字は全てカタカナである。

### スタッフ
- 原作、キャラクター・デザイン：かみやたかひろ
- キャラクター原案：かみやたかひろ、はまだこうき、よこぜきはやと、かじのとしゆき
- エグゼクティブ・プロデューサー：神藏孝之
- プロデューサー：光澤嘉一朗、河村直哉
- ディレクター：皆川博信
- アシスタント・ディレクター：高岡篤志
- コーディネーター：いぬいたつみ、ジュンタロー、たけちゅう
- プログラマー：とうごふみたか、CANDY
- グラフィッカー：コマリトモスギ、いばらぎたろう、とおる、やまのは、エンニン、いい、ハンハン、エイコ、ゆき、きゆきゆ
- 音楽：キヌゴローさん、リモキワー
- プロモーター：山内貴志、岸本麻須美、宇野智之
- セールス・スタッフ：中野信宏、植田修平、松本准一、さとうひろかず、いぐちともひと、やまぎしのりお、ひらばやしまさよし
- 制作協力：講談社コミックボンボン編集部
- エディター：池田新八郎、かんだまさし、なかむらかずや
- スペシャル・サンクス：道園重成、藤岡勝利、松田隆

### 評価
ゲーム誌『ファミ通』の「クロスレビュー」での評価は、7・7・7・6の合計27点（満40点）となっている。レビュアーからは世界観が低年齢層向けである事が指摘された他にゲームシステムに関して肯定的な意見が多く挙げられ、本田慈庵はキャラクター造形やエピソードを好意的に評価した他に戦闘がアクティブタイムバトル風で理解しやすいと述べ、あらじ谷塚は原作は低年齢層向けであるが本作は「子供だましと思えるところはない」と述べた他、リアルタイムの戦闘に関して「意外なほど思考を反映させられ、謎や仕掛けの質も決して低くはない」と述べ、奥村キスコは「ゲーム的にしっかり作られていて好感が持てる作品」とした上でキャラクターの表情パターンが豊富である事やキャラクターが交換できる戦闘システムを高く評価するなど、それぞれ肯定的に評価した。一方で、羽田隆之は敵との戦闘を回避しやすいために後にゲーム進行が困難となる状況に陥る可能性を指摘した他、体力回復がアイテム頼りになっている事を否定的に評価、また谷塚と羽田は共にセーブポイントが固定されている事を否定的に評価した。